# Ґерігун
Ґерігу́н (англ. Gerihun) — село у складі округу Бо Південної провінції Сьєрра-Леоне. Входить до складу вождівства Боама, є центром секції Бамбаво.
Село розташоване за 14 км на схід від центру округа міста Бо, з яким пов'язане автодорогою.

## Господарство
У селі діють 2 початкових школи, клініка.